# کارزار ممه‌لرزه

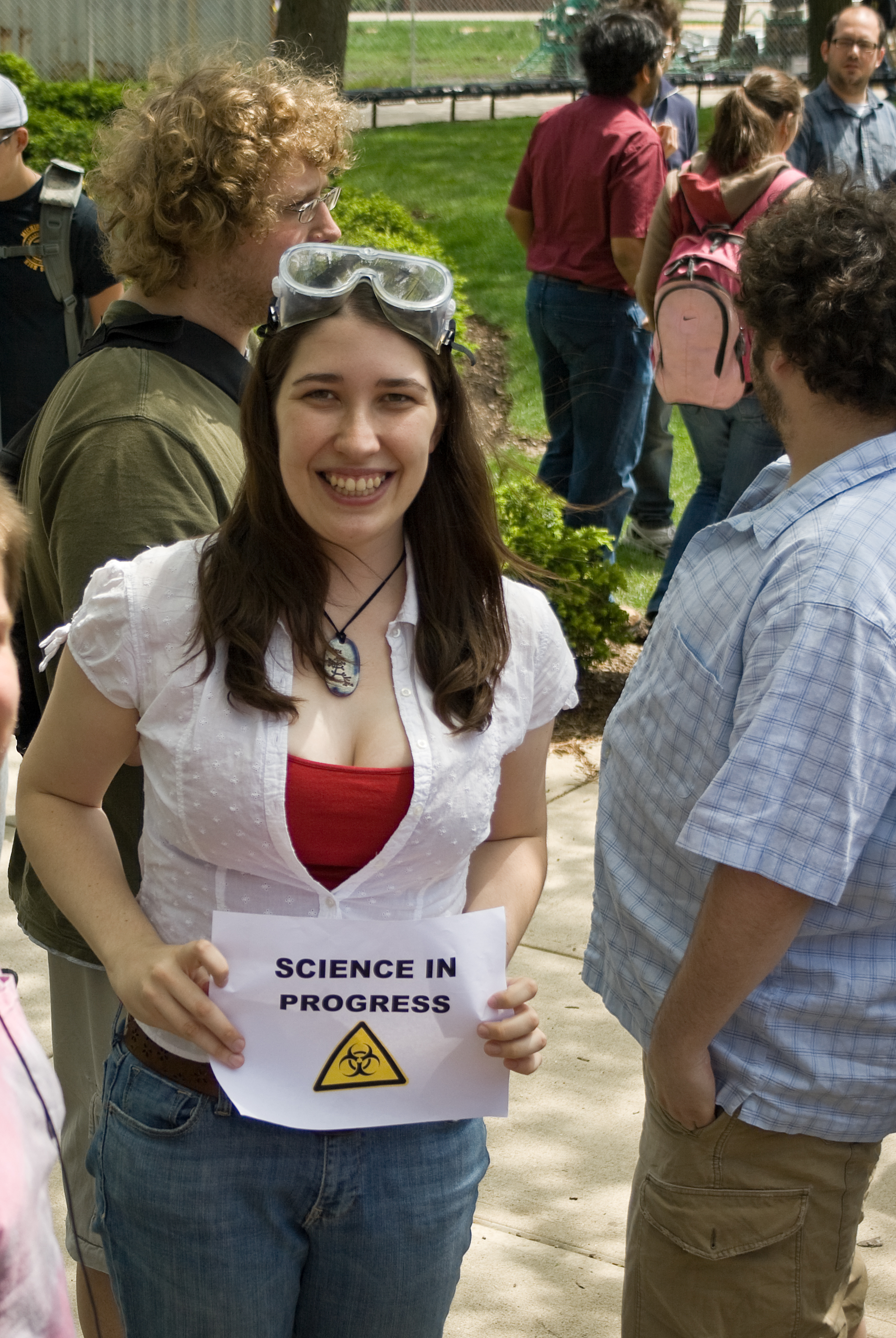
جنیفر مک رایت در حال شرکت در آزمایش ممه‌لرزه

کارزار ممه‌لرزه (به انگلیسی: Boobquake) نام کارزاری است که در آوریل ۲۰۱۰ در واکنش به سخنان کاظم صدیقی، امام جمعه موقت تهران، در مورد زمین‌لرزه و نقش زنان بدحجاب در وقوع آن، در شبکهٔ اجتماعی فیس‌بوک به راه افتاد.

## پیشینه
کاظم صدیقی (امام جمعه‌ی موقت تهران) در خطبه‌های نماز جمعه ۲۷ فروردین ۱۳۸۹ گفت: 
متأسفانه گناه در جامعه زیاد شده‌است. گناهان صغیره که می‌توان به‌طور مثال از بی‌توجهی برخی بانوان به مسائل حجاب و بی‌توجهی برخی مردان نسبت به رعایت اصول اخلاقی، نام برد موجب از بین رفتن روح معنوی در جامعه شده‌است. آنچه که رئیس‌جمهور محترم در خصوص زلزله و بلاهای ناشی از گناهان مطرح کرده بودند، مسئله‌ای است که باید به آن بیشتر توجه کرد چرا که علما بارها به این مسئله اشاره کرده و فرموده بودند که باید با مقابله با گناه از بلاها جلوگیری کرد. زلزله‌هایی که بر اثر گناه حاصل می‌شود راهی جز این ندارد که ما به یاد خدا باشیم و به دین پناه ببریم. ما باید برای مقابله با بلاها در پناه دین زندگی کنیم چرا که حتی اگر زلزله طبیعی در شهر تهران بیاید هیچ‌کس جز خداوند حریف این بلاها نخواهد بود. بانوان ما باید بیشتر مسائل مربوط به حجاب را رعایت کنند چرا که بی‌حجابی‌های بانوان موجب لرزش دل جوانان می‌شود و در نهایت به گناهان کبیره تبدیل می‌شود و در این صورت است که غضب خداوند حاصل می‌شود.
وی همچنین افزود:
بانوانی که ظاهر مناسبی ندارند باعث گسترش زنا در جامعه می‌شوند که این باعث افزایش زلزله است.
در پاسخ به این خبر که کاظم صدیقی علت زمین لرزه را پوشش غیر محجوب بانوان دانست، جنیفر مک رایت، از دانشجویان دانشگاه پردیو اقدام به راه‌اندازی کارزاری با عنوان ممه‌لرزه کرد. وی با این اقدام ادعای کاظم صدیقی را مورد آزمایش علمی قرار داد و از زنان خواست که با پوشیدن لباس تحریک‌کننده در تاریخ ۲۶ آوریل قدرت ماورایی سینه‌هایشان را مورد بررسی قراردهند.
وی همچنین اشاره کرد «با قدرت رسواکننده بدنمان» باید زمین لرزه ایجاد شود، وگرنه صدیقی می‌بایست با منطق توضیح دهد که چرا زمین نلرزیده‌است.
پس از گذشت یک هفته از فراخوان، بیش از صد هزار زن در کارزار نام‌نویسی و از رویداد حمایت کردند. تا صبح روز ۲۶ آوریل صفحه فیس بوک کارزار، ۱۶۰۰۰۰ مهمان زن تأیید شده داشت و مک رایت از سوی مردم ایران ایمیل‌های بسیاری در سپاسگزاری از برگزاری کارزار دریافت کرد. همچنین برخی از این رویداد به دلیل شیء انگاری زنان انتقاد کردند.

## رخداد

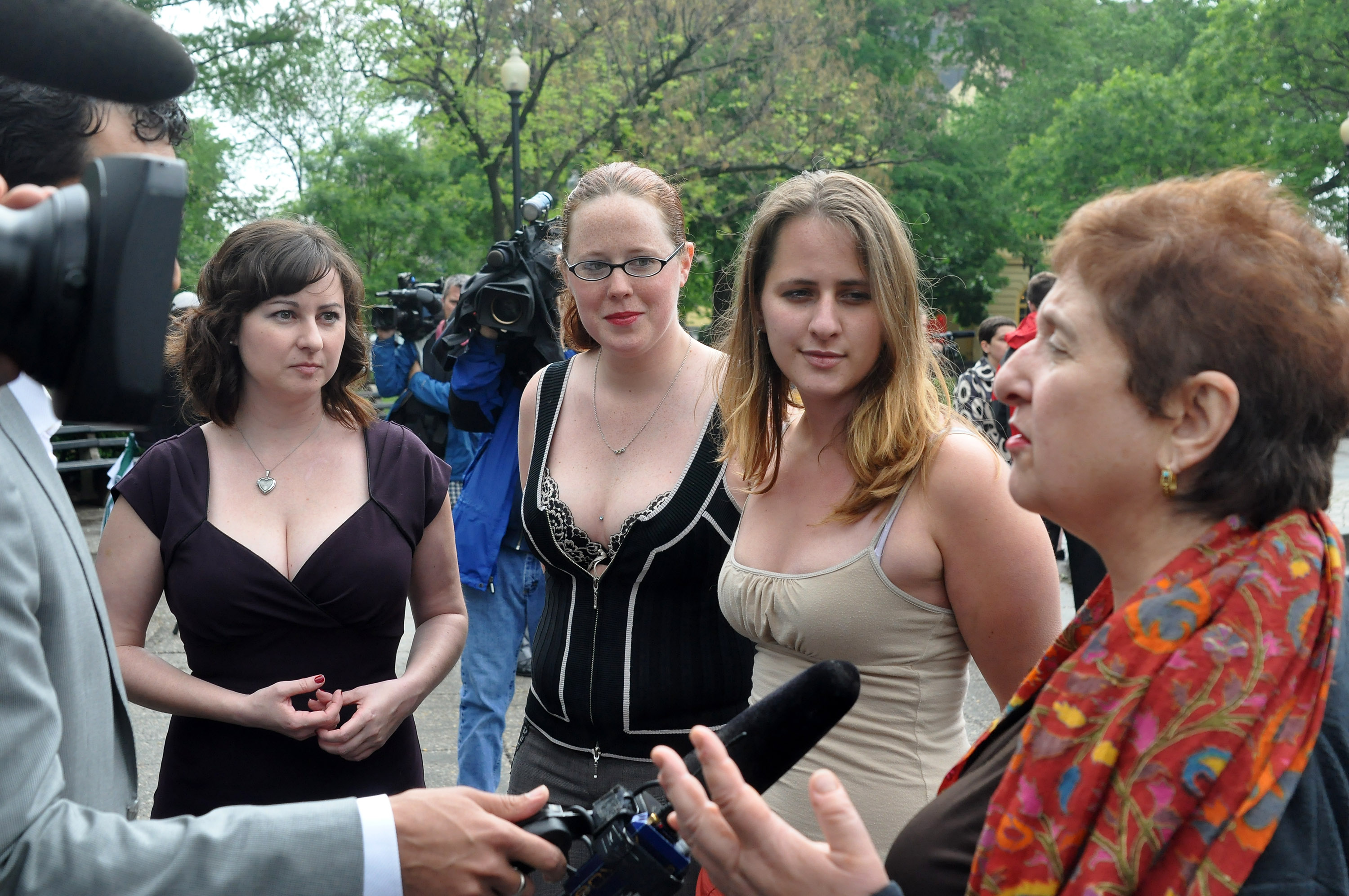
"ممه‌لرزه" در میدان دوپانت، واشنگتن، دی. سی. سازمان‌دهندگان کارزار در حال مصاحبه با رسانه‌های محلی.

حدود ۲۰۰ هزار نفر در ۲۶ آوریل در «سینه لرزه» شرکت‌کردند. بعضی از زن‌ها با لباس‌هایی که شکاف بین سینه‌هایشان را در معرض دید قرار می‌داد به فعالیت‌های روزانه خود پرداختند اما بعضی دیگر در سرتاسر آمریکا دست به تجمعاتی زدند که توجه رسانه‌ها را به خود جلب کرد. آن‌ها پلاکاردهایی در دست داشتند که بر روی آن‌ها نوشته بود «خط سینه برای علم»، «عفو عمومی» و «خدا از سینه متنفر است».

## ارزیابی
همان صبح (ساعت ۰۲:۵۹ ساعت گرینویچ) زمین لرزه‌ای ۶٫۵ ریشتری در فاصله ۳۱۴ کیلومتری از ساحل شهر تایتونگ واقع در تایوان در عمق ۱۱٫۱ کیلومتری رخ داد. شرکت‌کنندگان اشاره داشته‌اند که زلزله در صبح زود و قبل از شروع رویداد اتفاق افتاده‌است.
پس از اتمام روز ۲۶ آوریل در تمامی نقاط زمین، مک رایت آنالیز آماری انجام داد. وی اشاره کرد که زلزله، روزانه در هر کجا اتفاق می‌افتد و هدف از آزمایش این نبوده‌است که زمین از لرزش متوقف شود، بلکه بررسی افزایش تعداد و شدت لرزه‌ها در طی آزمایش بوده‌است. بررسی آماری نشان داد که شدت زمین لرزه در زمان «سینه لرزه» کمی از میانگین پایین‌تر هم بوده‌است. وی از این آزمایش نتیجه گرفت که پوشیدن لباس‌های نانجیبانه در زمان سینه لرزه هیچ اثری بر وقوع زلزله (در فرکانس و بزرگی) نداشت. در همین راستا دکتر لورنس بریل پروفسور دپارتمان علوم زمین و فضا دانشگاه پردیو مقاله‌ای در رابطه با این موضوع نوشت و نشان داد که زلزلهٔ تایوان در مقایسه با شدت زمین‌لرزه‌های ماه گذشته غیرعادی محسوب نمی‌شود.
مک رایت شک دارد که این آزمایش بر باورهای کاظم صدیقی تأثیری داشته باشد اما معتقد است که این رخداد توانست به هدف خود که «فعالیتی بامزه در علم و تفکر شک گرایانه در باورهای مذهبی» بود، برسد.

## واکنش‌ها
- نگار متحده و گلبرگ باشی کارزاری بر ضد این کارزار با نام «مغز لرزه» راه‌اندازی کردند. نگار متحده استاد تاریخ زنان و سینمای ایران در دانشگاه دوک و گلبرگ باشی استاد مطالعات ایران در دانشگاه راتگرز است. هرچند هر دو از کارزار ممه لرزه به خاطر توجه به حق زن و جنسیت حمایت کردند اما در مورد درستی روش آن شک داشتند. متحده نگران بود که مردم متوجه نشوند که کارزار «در مورد ایران است»، کشوری که در آن «زن و مرد به خاطر حق و آزادی می‌میرند؛ برای داشتن آزادی می‌میرند».[۹]